# Heeia
Heeia és una concentració de població designada pel cens dels Estats Units a l'estat de Hawaii. Segons el cens del 2000 tenia 4.944 habitants.

## Demografia
Segons el cens del 2000, Heeia tenia 4.944 habitants, 1.557 habitatges, i 1.367 famílies La densitat de població era de 934,14 habitants per km².
Dels 1.557 habitatges en un 28,0% hi vivien nens de menys de 18 anys, en un 73,2% hi vivien parelles casades, en un 9,9% dones solteres, i en un 12,2% no eren unitats familiars. En el 9,2% dels habitatges hi vivien persones soles el 3,8% de les quals corresponia a persones de 65 anys o més que vivien soles. El nombre mitjà de persones vivint en cada habitatge era de 3,17 i el nombre mitjà de persones que vivien en cada família era de 3,32.
Per edats la població es repartia de la següent manera: un 21,4% tenia menys de 18 anys, un 7,0% entre 18 i 24, un 24,3% entre 25 i 44, un 31,5% de 45 a 64 i un 15,8% 65 anys o més.
L'edat mediana era de 43,4 anys. Per cada 100 dones hi havia 98,87 homes. Per cada 100 dones de 18 o més anys hi havia 96,36 homes.
La renda mediana per habitatge era de 87.528 $ i la renda mediana per família de 90.435 $. Els homes tenien una renda mediana de 55.179 $ mentre que les dones 34.983 $. La renda per capita de la població era de 33.990 $. Aproximadament el 0,0% de les famílies i el 0,5% de la població estaven per davall del llindar de pobresa.

## Poblacions més properes
El següent diagrama mostra les poblacions més properes.